# The Binding of Isaac
The Binding of Isaac é um jogo eletrônico independente do gênero roguelike criado e desenvolvido por Edmund McMillen e Florian Himsl, e lançado para Microsoft Windows, OS X e Linux. O título e o enredo do jogo foram inspirados pela história bíblica do sacrifício de Isaque. Na história, Isaac foge para o porão de sua casa depois que sua mãe recebe uma mensagem de Deus exigindo a vida de seu filho como prova da sua fé, com ele devendo lutar contra vários monstros para sobreviver. Os jogadores controlam Isaac ou um dos outros seis personagens desbloqueáveis através de andares gerados aleatoriamente, derrotando inimigos em combate em tempo real e coletando itens e poderes a fim de derrotar os chefes e, eventualmente, a mãe de Isaac.
O jogo foi o resultado de um game jam de uma semana entre McMillen e Himsl para desenvolver um roguelike inspirado em The Legend of Zelda e que permitisse a McMillen mostrar seus sentimentos pessoais sobre os aspectos positivos e negativos da religião, baseado em suas experiências crescendo em uma família católica. Ele considerou o título como arriscado, mas levou a ideia adiante após o sucesso financeiro de Super Meat Boy. O jogo foi lançado na Steam em 28 de setembro de 2011 sem esperar muitas vendas, porém ganhou popularidade em parte devido a muitos vídeos no YouTube. Apesar da temática controversa, The Binding of Isaac recebeu críticas majoritariamente favoráveis, alcançando mais de três milhões de cópias vendidas. Ele é considerado como um jogo que renovou o interesse de jogadores e desenvolvedores no gênero roguelike.
McMillen e Himsl lançaram uma expansão chamada Wrath of the Lamb em maio de 2012, mas devido às limitações do Flash eles ficaram impossibilitados de fazerem grandes alterações. Os dois também começaram a trabalhar com a Nintendo para lançar uma versão para o 3DS, mas a empresa desistiu do negócio alegando controvérsia sobre os temas religiosos. Em 2014, a desenvolvedora Nicalis trabalhou com McMillen para lançar um recriação chamada The Binding of Isaac: Rebirth. Ele foi lançado em novembro de 2014 para Windows, OS X, Linux, PlayStation 4 e PlayStation Vita, e mais tarde, em julho de 2015, para Xbox One, Wii U e 3DS, trazendo recursos adicionais e gráficos melhorados.

## Jogabilidade

Isaac (esquerda) e o chefe do fim da fase (centro). Na parte superior está um item reusável e uma carta de tarô, que tem efeito apenas por uma sala.

The Binding of Isaac é um jogo eletrônico visto de cima para baixo no estilo dungeon crawl de ação e aventura que usa sprites bidimensionais. O jogador controla Isaac ou um dos outros seis personagens desbloqueáveis explorando as masmorras localizadas no porão da casa de Isaac. Os personagens diferem em velocidade, quantidade de saúde, resistência a danos que podem sofrer e outros atributos. A mecânica e a apresentação são inspiradas nos calabouços de The Legend of Zelda, incorporando a mesma aleatoriedade na geração de itens e dos níveis como em roguelikes tradicionais, bem como o sistema de morte permanente onde uma vez que o personagem morre, o jogador é obrigado a recomeçar sem nenhum item previamente coletado.
O jogador deve lutar contra monstros em um quarto usando suas próprias lágrimas como arma em cada andar do porão. É necessário derrotar todos os inimigos antes de prosseguir para a próxima sala. Uma vez limpa, ela permanecerá livre, permitindo que o jogador volte para traçar o seu caminho para o próximo nível, embora não é possível retornar uma vez que isso aconteça. Ao longo do caminho, o jogador pode coletar dinheiro para comprar objetos em lojas, chaves para destrancar quartos e baús especiais, e bombas que danificam inimigos e abrem passagens secretas.
Outros métodos de derrotar inimigos se tornam possíveis à medida que o personagem ganha itens de poder que são automaticamente usados quando coletados, alterando atributos centrais do personagem como o aumento da saúde ou a força de cada lágrima, ou causar efeitos colaterais adicionais, tais como para permitir que os tiros sejam carregados depois de pressionar um botão do controlador por um curto período de tempo. Itens de poder incluem passivos que melhoram os atributos do personagem automaticamente, ativos que podem ser usados uma vez antes de serem recarregados novamente depois de completar uma quantidade predeterminada de salas, e de uso único como comprimidos ou cartas de tarô que conferem um benefício quando utilizados, tais como recuperação completa da saúde e aumento ou diminuição de todos os atributos do personagem. O efeito dos itens de poder podem ser combinados para que o jogador consiga efeitos benéficos.
Há oito andares no calabouço e cada um inclui um chefe que o jogador deve derrotar antes de continuar para o próximo nível. No sexto andar o jogador luta contra a mãe de Isaac; após derrotá-la, ele rasteja para dentro de seu ventre. A partir desse ponto o jogo fica significativamente mais difícil, culminando em uma batalha contra o coração da mãe no oitavo andar. Ainda é possível enfrentar o nível opcional do Sheol, que contém Satanás como chefe.[carece de fontes?] Ganhar o jogo com determinados personagens ou por determinadas condições desbloqueia novos itens de poder, que podem aparecer na masmorra ou equipados por um dos personagens. O jogo também exibe a partir do menu principal todos os itens encontrados.

## Sinopse

### Personagens
Ao iniciar The Binding of Isaac pela primeira vez, os jogadores podem escolher apenas Isaac para jogar. Porém, cumprir certos requerimentos específicos desbloqueia outros seis personagens jogáveis: Magdalene, Cain, Judas, ??? (também conhecido como Blue Baby), Eve e Samson. Todos, com exceção de ???, possuem nomes de personagens bíblicos, além de herdarem alguma de suas características históricas. A mãe de Isaac, representada apenas por uma de suas pernas, e Satanás são os antagonistas do jogo, que ainda conta com uma vasta quantidade de chefes menores.

### Enredo

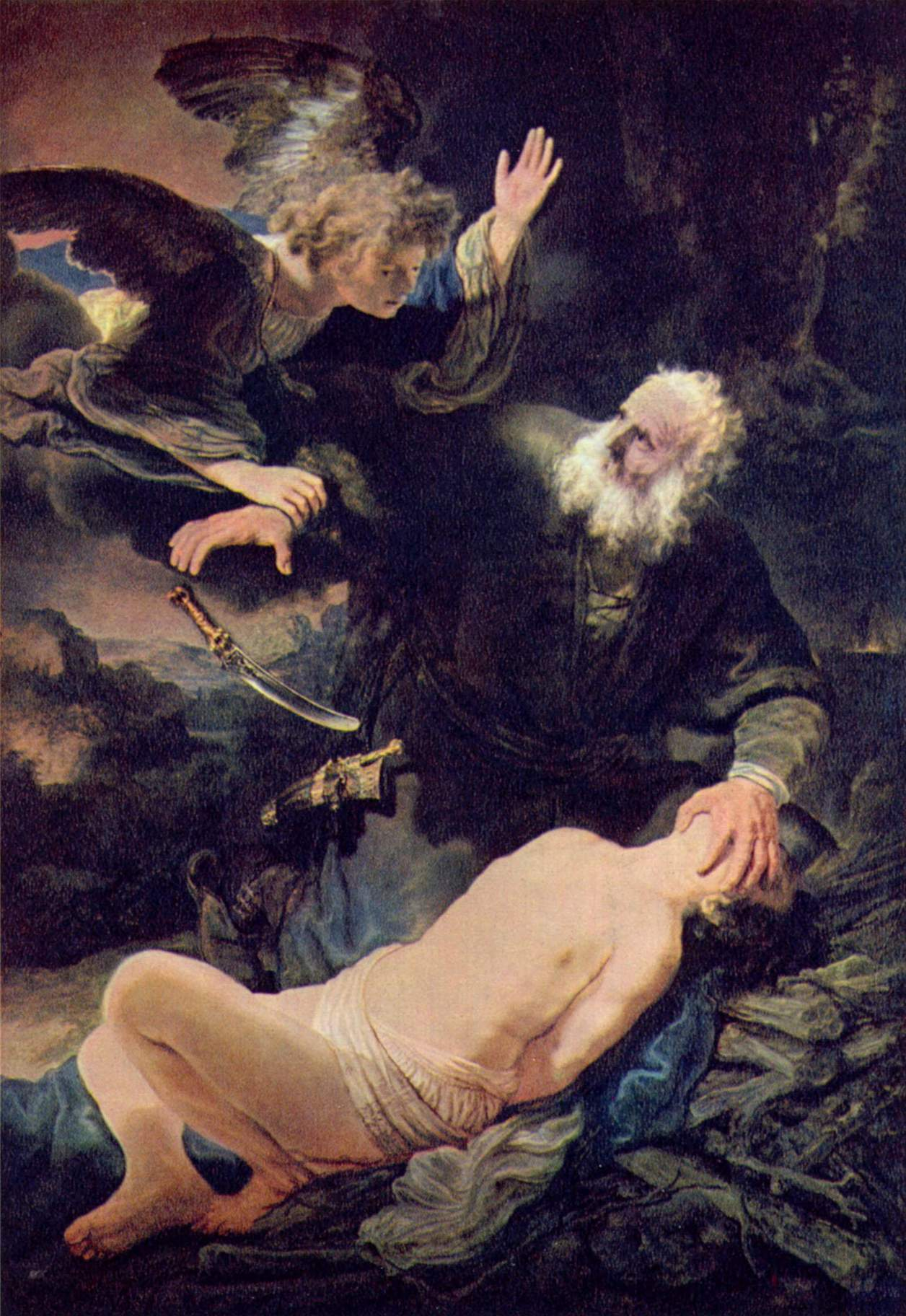
The Binding of Isaac é influenciado pelo conto bíblico onde Deus pede para que Abraão sacrifique seu único filho, Isaque, a fim de testar sua fé.

O enredo de The Binding of Isaac é inspirado na história bíblica do sacrifício de Isaque. Isaac, uma criança, e sua mãe moram felizes em uma pequena casa numa colina. Enquanto Isaac passa o tempo com seus brinquedos, sua mãe assiste programas religiosos na televisão. Certo dia ela escuta uma voz divina que afirma que seu filho está corrompido pelo pecado e precisa ser salvo. A voz pede a mulher para remover tudo de mau em Isaac na tentativa de protegê-lo. Sua mãe então lhe tira todos os seus brinquedos, fotos, consoles de videogames e até mesmo suas roupas.
A voz mais uma vez fala com a mãe de Isaac e afirma que o menino deve ser isolado de todo o mal no mundo. Ela atende o pedido e obriga Isaac a ficar preso dentro de seu quarto. Em seguida a voz diz que a mãe agiu corretamente, mas ainda assim questiona sua devoção e pede para sacrificar seu filho como a prova final. Acatando a ordem, ela pega uma faca na cozinha e caminha até o quarto de Isaac. Ele olha através de uma fenda de tamanho considerável em sua porta e entra em pânico, escapando através de um alçapão escondido sob seu tapete pouco antes de sua mãe abrir a porta. Em seguida o jogo inicia e Isaac agora precisa fugir de todos os perigos escondidos no porão de sua casa.
Durante os pontos de carregamento do jogo, Isaac é mostrado chorando em posição fetal sob a luz de seu quarto. Seus pensamentos são visíveis, variando entre a rejeição de sua mãe e a humilhação de seus colegas para um cenário que envolve a sua própria morte. O jogo possui mais de dez finais animados que são destravados progressivamente após o fim das jogatinas.

## Desenvolvimento
The Binding of Isaac foi desenvolvido após o lançamento de Super Meat Boy. O projetista Edmund McMillen considerou a produção do novo jogo como um risco significativo de tempo e dinheiro. No entanto, ele sentiu que não precisava se preocupar com as consequências de produzir The Binding of Isaac após o sucesso comercial e crítico de Super Meat Boy, considerando também que poderia se arriscar mais com o conceito. A ideia para o título foi resultado de um game jam de uma semana de duração que McMillen teve com Florian Himsl; naquele momento Tommy Refenes, o seu colaborador em Super Meat Boy, estava de férias. O conceito de McMillan tinha dois objetivos: primeiro desenvolver um roguelike baseado no primeiro The Legend of Zelda e segundo que abordasse seus pensamentos a respeito da religião. McMillen foi inspirado por Shigeru Miyamoto, projetista de Zelda e Super Mario Bros e que também tinha sido sua inspiração para Super Meat Boy.

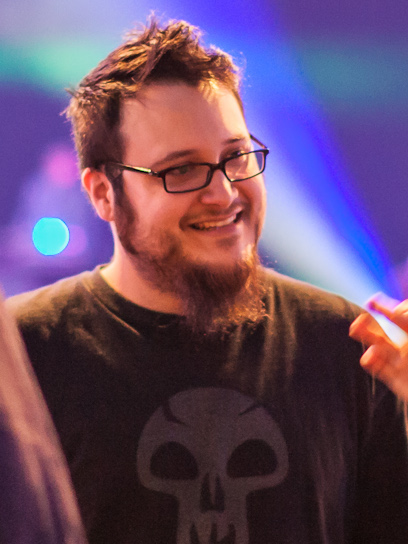
Edmund McMillen, co-projetista de The Binding of Isaac.

Masmorras aleatórias foram criadas para cada andar do calabouço, selecionando de dez a vinte quartos de uma biblioteca pré-construída com duzentos desenhos, acrescentando então os monstros, itens e outros recursos, e depois incluindo salas fixas que podiam ser encontradas em cada andar como uma sala de chefe e uma sala de tesouro. Para expandir a jogabilidade, McMillen utilizou a estrutura das masmorras de Zelda para projetar como o jogador progride no jogo. De acordo com ele, em um dos seus calabouços o jogador adquiria um novo item que lhe ajudaria avançar no jogo; o projetista também tomou como inspiração o fato que cada nível de Isaac incluísse pelo menos um item e outro item bônus por derrotar um chefe, aumentando assim os atributos do personagem. McMillen também queria encorajar os jogadores a experimentarem aprender como as coisas funcionavam dentro do jogo, do mesmo modo como ele tinha feito no Zelda original. Ele projetou a progressão de níveis para tornarem-se mais difíceis mediante a progressão do jogador, bem como adicionando conteúdo adicional, que se tornava disponível depois de vencer o jogo, de modo que o jogador sentisse como a campanha foi longa. McMillen também concebeu quatro dos personagens selecionáveis com base nas principais classes de Dungeons & Dragons – lutador, ladrão, clérigo e mago.
McMillen explicou que o tom religioso de The Binding of Isaac é baseado em suas próprias experiências com a sua família, dividida entre católicos e cristãos renascidos. Ele observou que suas atitudes eram diferentes embora ambos os lados nasceram pela fé na mesma Bíblia; ele achava alguns rituais católicos que sua família realizava inspiradores, enquanto outras crenças condenavam vários passatempos de McMillen, como Dungeons & Dragons. Ele inspirou-se nessa dualidade para criar a narrativa de Isaac, mostrando como a religião tanto pode incutir sentimentos prejudiciais como trazer uma criatividade obscura. McMillen também considerou as táticas de intimidação utilizadas pela direita cristã para condenar mídias populares da década de 1980, tais como heavy metal e jogos eletrônicos. O projetista também observou quanto os filmes propagandísticos deste período apresentavam cultos satânicos que sacrificavam crianças, notando como muitas histórias bíblicas espelhavam estes conceitos, posteriormente construindo a roteiro em torno disso. McMillen afirmou ainda que tendia a gostar de "coisas realmente estranhas", como humor escatológico e tipos semelhantes de comédia vulgar que não combinavam com a sua família, tendo explorado esses elementos nos jogos anteriores a Super Meat Boy. Enquanto este último ajudou a fazer sua reputação, ele sentiu que era um jogo "seguro" considerando seu tipo preferido de humor, usando Isaac para retornar a esta forma ao considerar que o jogo poderia facilmente ser um "suicídio profissional", mas faria uma declaração sobre o que ele realmente queria fazer.
McMillen e Himsl começaram a trabalhar no jogo dentro de uma semana usando Flash e ActionScript 2.0. Eles decidiram que o jogo seria vendido na Steam, embora não tivessem expectativas de grandes vendas. O título foi desenvolvido em tempo parcial e foram necessários três meses para ser finalizado. Eles descobriram durante esse período que as limitações sobre o tamanho e o escopo do Flash e do ActionScript limitariam o que poderiam inserir, mas continuaram a usar as ferramentas de forma a concluir o jogo. McMillen disse que eles foram capazes de trabalhar com a Valve para liberar o jogo sem medo de censura, ou ter de se procurar com uma classificação da Entertainment Software Rating Board (ESRB), por não estarem preocupados com as vendas. Liberar o jogo através da Steam também lhes permitiu atualizá-lo livremente várias vezes na sua versão inicial, um aspecto que não poderiam fazer em outras plataformas sem custo significativo. Os dois fizeram a liberação sem testes finais, pois seria necessário centenas de usuários para passar por todas as combinações de itens que um jogador poderia coletar. McMillen reconheceu que os seus compradores seriam seus testadores. McMillen lançou uma versão de demonstração no website Newgrounds uma semana após o lançamento na Steam.

### Música
A trilha sonora de The Binding of Isaac foi produzida por Danny Baranowsky, que compôs 26 faixas originais para o jogo. Baranowsky já havia trabalhado anteriormente com McMillen em Super Meat Boy. Ele esteve envolvido com o novo jogo desde a conclusão do primeiro protótipo. Os dois trabalharam juntos para produzir as músicas, com o projetista fornecendo artes conceituais e permitindo que o compositor desenvolvesse os temas musicais baseados nelas; isso muitas vezes levou McMillen a criar mais artes para apoiar a música à medida que progredia.
Algumas faixas foram inspiradas em músicas clássicas adaptadas ao tema do jogo. Outras foram inspiradas em músicas de lutas contra chefes compostas por Nobuo Uematsu para a série Final Fantasy. Depois de terminar as músicas principais, Baranowsky também teve tempo para criar faixas adicionais mais curtas que foram usadas em salas especiais, como lojas e áreas secretas. Segundo McMillen, a trilha sonora de The Binding of Isaac é "obscura, estranha, assombrosa e às vezes um pouco perturbadora", um oposto do que foi feito em Super Meat Boy. Já Baranowsky se sentiu atraído para participar do jogo como se ele o colocasse diante de um tom sombrio, mas que tinha conotações bastante bobas, e por isso não poderia levá-lo muito a sério.
O álbum foi colocado a venda no Steam e no Bandcamp em formato digital no mesmo dia do lançamento do jogo custando 0,99 dólares. Além das músicas principais, mais duas faixas bônus compostas por Big Giant Circles e C418 puderam ser baixadas gratuitamente. Foram acrescentadas mais duas músicas na atualização de Dia das Bruxas e outras dez para o lançamento da expansão Wrath of the Lamb, que também foram inclusas no álbum original. Um segundo álbum chamado The Binding of Isaac – Piano Collection foi composto por Baranowsky e pelo pianista Brent Kennedy, sendo liberado no Bandcamp em 1 de fevereiro de 2013. Ele contém nove faixas remixadas de músicas do jogo original.
| The Binding of Isaac: Original Soundtrack |                                                     |         |  |
| N.º                                       | Título                                              | Duração |  |
| 1.                                        | "Those Responsible"                                 | 0:13    |  |
| 2.                                        | "In The Beginning..."                               | 2:21    |  |
| 3.                                        | "The Binding of Isaac"                              | 3:17    |  |
| 4.                                        | "Unknown Depths Below"                              | 0:05    |  |
| 5.                                        | "Sacrificial"                                       | 5:08    |  |
| 6.                                        | "Conflicted"                                        | 0:08    |  |
| 7.                                        | "Divine Combat"                                     | 2:27    |  |
| 8.                                        | "Pride"                                             | 0:07    |  |
| 9.                                        | "Peace Be With You"                                 | 2:10    |  |
| 10.                                       | "Agony"                                             | 0:12    |  |
| 11.                                       | "Repentant"                                         | 5:22    |  |
| 12.                                       | "Respite"                                           | 2:04    |  |
| 13.                                       | "$4cR1f1c14\|_"                                     | 5:01    |  |
| 14.                                       | "Dreadful"                                          | 5:02    |  |
| 15.                                       | "Burning Ambush"                                    | 2:23    |  |
| 16.                                       | "Greed"                                             | 2:43    |  |
| 17.                                       | "Thine Wrath..."                                    | 3:15    |  |
| 18.                                       | "Apostate"                                          | 5:08    |  |
| 19.                                       | "Hereafter"                                         | 1:30    |  |
| 20.                                       | "Temptation"                                        | 2:14    |  |
| 21.                                       | "The Pact"                                          | 0:07    |  |
| 22.                                       | "...Be Done"                                        | 2:01    |  |
| 23.                                       | "Absolution"                                        | 0:46    |  |
| 24.                                       | "Ultimate Reward"                                   | 0:13    |  |
| 25.                                       | "End Times"                                         | 1:54    |  |
| 26.                                       | "In The Beginning... (No Voiceover)"                | 2:21    |  |
| 27.                                       | "The Clubbing of Isaac (Remix)" (Big Giant Circles) | 3:53    |  |
| 28.                                       | "Atempause" (C418)                                  | 2:03    |  |
| 29.                                       | "A Mourner Unto Sheol"                              | 4:58    |  |
| 30.                                       | "Enmity of the Dark Lord"                           | 3:06    |  |
| 31.                                       | "Penance"                                           | 5:23    |  |
| 32.                                       | "Atonement"                                         | 5:37    |  |
| 33.                                       | "Latter Days"                                       | 5:47    |  |
| 34.                                       | "Lament of the Angel"                               | 4:45    |  |
| 35.                                       | "Unholy Assault"                                    | 2:53    |  |
| 36.                                       | "Crusade"                                           | 2:24    |  |
| 37.                                       | "Serenity"                                          | 1:56    |  |
| 38.                                       | "Tomes"                                             | 4:15    |  |
| 39.                                       | "The Wages of Faith"                                | 2:15    |  |
| 40.                                       | "My Innermost Apocalypse"                           | 5:00    |  |
| Duração total:                            | Duração total:                                      | 1:52:27 |  |

| The Binding of Isaac – Piano Collection |                                   |         |  |
| N.º                                     | Título                            | Duração |  |
| 1.                                      | "Sacrificial (Piano)"             | 3:13    |  |
| 2.                                      | "Respite (Piano)"                 | 3:11    |  |
| 3.                                      | "Combat Medley (Piano)"           | 3:34    |  |
| 4.                                      | "Tomes (Piano)"                   | 4:22    |  |
| 5.                                      | "Serenity Interlude (Piano)"      | 1:45    |  |
| 6.                                      | "Binding of Isaac (Piano)"        | 3:55    |  |
| 7.                                      | "Penance (Piano)"                 | 4:13    |  |
| 8.                                      | "My Innermost Apocalypse (Piano)" | 2:58    |  |
| 9.                                      | "Serenity (Piano)"                | 2:50    |  |
| Duração total:                          | Duração total:                    | 30:01   |  |

## Lançamento
The Binding of Isaac foi lançado oficialmente na Steam em 28 de setembro de 2011 para Microsoft Windows e Mac OS X ao preço de cinco dólares. Mais tarde, uma versão foi lançada para Linux em dezembro de 2012. Outra versão foi planejada para o Nintendo 3DS, mas a empresa rejeitou o jogo por causa de seu "conteúdo religioso questionável".
Em 16 de março de 2012, foi lançado pela Merge Games e Headup Games um pacote com versão física do jogo para Windows e Mac intitulado The Binding of Isaac: Unholy Edition, que contava com uma copia física, a trilha sonora, uma chave do jogo para presente na Steam, um artbook de quarenta páginas e um pôster. Depois que a expansão Wrath of the Lamb foi liberada em maio, uma nova versão física também foi lançada em 9 de outubro de 2012. Chamada de The Binding of Isaac: Most Unholy Edition, este pacote veio com a atualização e todos os itens da primeira versão, além de incluir um adesivo.
Em 28 de setembro de 2012, para comemorar o primeiro aniversário do jogo, McMillen lançou uma coleção de figuras de resina colecionáveis dos personagens, que foram feitas e pintadas a mão por sua sogra e embaladas por sua esposa.

### Conteúdo adicional
Um mês após seu lançamento, em outubro de 2011, The Binding of Isaac recebeu uma atualização gratuita de Dia das Bruxas que adicionou mais três chefes, vinte itens, um novo personagem, duas novas músicas e um novo final.
Uma expansão intitulada Wrath of the Lamb foi lançada na Steam em 28 de maio de 2012. McMillen decidiu desenvolver o conteúdo adicional não só devido ao sucesso do título, mas porque sua esposa Danielle havia o completado, sendo este o primeiro jogo que ele tinha projetado no qual ela demonstrou interesse significativo. A expansão adicionou 70% mais conteúdo do que o já presente na versão original, incluindo outros vinte inimigos, quinze chefes, cem itens, 25 desbloqueáveis, dez desafios únicos, seis tipos de salas, dez músicas, um personagem novo, dois finais e dois níveis opcionais, além de acrescentar outros itens consumíveis. A expansão também adicionou novos andares "alternativos", que podiam substituir os normais, criando uma rota diferente durante as jogatinas. Estes pisos possuem inimigos mais difíceis e um conjunto diferente de chefes. Outras características incluem um novo tipo de item, as bugigangas, que tem uma variedade de efeitos passivos ou acionados quando usados. McMillen tinha planos para lançar uma segunda expansão, mas ficou impossibilitado devido aos limites do Flash.
Foi liberada gratuitamente em 5 de maio de 2015 uma atualização chamada Eternal Edition. Esta versão foi criada por Himsl durante o desenvolvimento da expansão para The Binding of Isaac: Rebirth e tinha como objetivo fazer os jogadores voltarem para o jogo original. Ela adiciona um modo "difícil", "inimigos eternos" (versões mais poderosas dos inimigos originais) e mudanças em alguns itens colecionáveis.

### Versão para 3DS
McMillen foi abordado em janeiro de 2012, quando jogo ultrapassou a marca de 450 mil unidades vendidas, por um editor que tinha interesse em trazer The Binding of Isaac para o Nintendo 3DS como um título para download através da Nintendo eShop, embora ele tivesse ressalvas dada a reputação da Nintendo para conteúdos polêmicos. McMillen afirmou no mês seguinte que a empresa havia rejeitado o jogo por causa de seu "conteúdo religioso questionável". Ele acreditava que isso resultou da classificação alemã da versão para Windows como "inadequado para menores de 16 anos" devido ao conteúdo potencialmente blasfemo, sendo esta a primeira vez que um jogo foi classificado dessa maneira no país. McMillen observou que os executivos da Nintendo com quem ele falou antes desta decisão aceitariam algum conteúdo blasfemo, mas estavam mais preocupados com o conteúdo abertamente religioso. Ele também observou que foi abordado sobre fazer algumas alterações a fim de tornar o jogo mais adequado para o 3DS, mas nunca lhe foi dado uma lista de alterações específicas. McMillen especulou que a Nintendo estava preocupada com sua reputação; por causa da semelhança do jogo com Zelda, uma criança poderia baixar o título por engano e se chocar com o conteúdo, o que teria refletido negativamente sobre a empresa.
A decisão gerou indignação de vários websites especializados. Embora desapontado com a decisão da Nintendo, McMillen não achou que a perda do porte para 3DS era um grande problema e viu um breve crescimento das vendas na Steam devido à cobertura midiática do cancelamento. Ele elogiou ainda mais a flexibilidade da plataforma Steam, que não necessita de uma classificação da ESRB para publicação, e a liberdade que dá aos desenvolvedores independentemente do conteúdo do jogo.
A Nintendo permitiu em 2015 que The Binding of Isaac: Rebirth fosse lançado no New Nintendo 3DS e Wii U; isso aconteceu, em parte, por três executivos dentro da empresa: o vice-presidente de licenciamento Steve Singer, gerente sênior em licenciamento Mark Griffin e o chefe de desenvolvimento Dan Adelman, que deram suporte ao jogo.

## Recepção
The Binding of Isaac recebeu avaliações favoráveis dos críticos. No Metacritic, o jogo tem uma média de 84 de 100 baseado em 30 opiniões. Ele foi recebido como um título com alta longevidade e com uma extensa gama de combinações de itens de poder que o jogador pode encontrar durante uma corrida, proporcionando um jogo acessível inspirado em The Legend of Zelda que os jogadores reconheceriam e entenderiam facilmente.
John Teti, escrevendo para o Eurogamer, elogiou o jogo pela sua longevidade através dos aspectos de randomização, chamando-lhe "a exploração mais acessível de roguelikes" que ele viu.  A Edge também comentou sobre a isca para repetir o jogo devido ao seu tempo curto de jogatina, chamando-o de "uma experiência de arcade imaginativo e de raciocínio rápido que consegue ser depravado e por sua vez estranhamente doce". Maxwell McGee do GameSpot afirmou que o Isaac removeu de forma inteligente recursos supérfluos e "o que permanece é um jogo bem focado, que continua fresco, mesmo após ser completado várias vezes". No entanto, ele criticou a falta de descrição da funcionalidade dos itens quando coletados e de suporte oficial para controles.
Adam Biessener da Game Informer observou que embora The Binding of Isaac teve um número de erros de software no lançamento que poderiam atrapalhar a experiência, tais como lags e problemas com o salvamento do jogo, dos quais ele descreveu como irritantes ou mesmo frustrantes, "a visão de McMillen é brilhante" na jogabilidade, estilo de arte e história. Os escritores da The A.V. Club avaliaram o título com uma nota "A", comparando-o favoravelmente com Super Meat Boy, exigindo que o jogador tenha "paciência masoquista diante das probabilidades terríveis". Para Neilie Johnson da IGN, o jogo é "interessante e ousado, mas feito para um pequeno grupo de conhecedores dedicados". Para ela, a aleatoriedade é tanto o ponto forte e fraco do jogo, já que isso prolonga a experiência do jogador, mas ao mesmo tempo pode se tornar frustrante, pois seria necessário mais sorte do que habilidade para vencê-lo. No fim, Neilie descreveu Isaac como "totalmente aleatório, altamente criativo e brutalmente implacável". Nathan Muenier, escrevendo para a GameSpy, observou que o jogo é corajoso e "revela nos seus momentos absurdos", e apesar do choque por causa do conteúdo, ele é "imaginativo" e "completamente fascinante".
Escrevendo para o Destructoid, Jordan Devore considerou o estilo visual do jogo um de seus "maiores pontos de venda", seguindo o estilo humor negro que McMillen usou em Super Meat Boy e que "The Binding of Isaac é um jogo enganosamente profundo e não é nada menos do que surpreendente". Pedro Giglio do TechTudo elogiou a exploração e a repetividade do jogo, comentando que "embora a apresentação seja de uma simplicidade daquelas, The Binding of Isaac é divertido e muito melhor que a soma de suas partes. Mesmo que a bem-humorada combinação de temas sombrios não seja papo para um jantar com a família, há motivo de sobra para trazer o jogador de volta".
Apesar do jogo ser considerado acessível para novos jogadores, os revisores concluíram que ele um desafio difícil, muitas vezes por causa da aleatoriedade dos itens de poder que o jogador consegue adquirir durante uma única corrida. No entanto, esta dificuldade foi considerada mitigada pelo grande número de itens que ele oferece, com a maioria deles não sendo encontrados por jogadores até que o tivessem repetido muitas vezes. McGee observou que, embora os jogadores podem rever os itens que eles descobriram antes de uma partida, esse recurso não explica o que cada item faz, deixando o efeito a ser determinado pelo jogador durante a corrida. A trilha sonora de Baranowsky também foi elogiada, por atender bem os temas do jogo e por ser utilizada de forma adequada para evitar a repetição extensiva durante uma jogatina. Kirk Hamilton da Kotaku chamou a música de uma combinação de vários gêneros e estilos musicais de Danny Elfman, Muse e Final Fantasy, criando algo "obscuro e único". Já Biessener comentou que a "trilha sonora eletrônica alternada entre onírico e intenso é a melhor desde Braid". The Binding of Isaac concorreu na categoria de melhor jogo independente de 2011 no Spike Video Game Awards, mas acabou perdendo paraMinecraft. Além disso, ele considerado como um dos principais fatores que contribuíram para o crescimento do gênero roguelike por volta de 2010, com o seu sucesso abrindo o caminho para jogos posteriores que utilizaram desta fórmula, incluindo FTL: Faster Than Light e Don't Starve.

### Vendas
McMillen esperava que o jogo vendesse apenas algumas centenas de cópias. As vendas foram baixas nos primeiros meses, mas pouco tempo depois elas foram impulsionadas devido a numerosos vídeos publicados no YouTube por jogadores mostrando o jogo. Em novembro de 2012, já tinham sido vendidas mais de um milhão de cópias, com pelo menos um quarto das pessoas tendo adquirido também a expansão Wrath of the Lamb. O total de vendas passava de três milhões em julho de 2014. Em julho de 2015, após o lançamento de The Binding of Isaac: Rebirth, ambos os jogos combinados tinham mais de cinco milhões de unidades vendidas.

## Recriação

Captura de tela de The Binding of Isaac: Rebirth, que apresenta gráficos e jogabilidade melhorados em comparação ao jogo original.

McMillen foi abordado após o lançamento do jogo original por Tyrone Rodriguez da Nicalis, um estúdio de desenvolvimento e publicação que tinha ajudado a trazer os jogos de computador Cave Story e VVVVVV para consoles. Rodriguez ofereceu os serviços da Nicalis para ajudar na conversão de The Binding de Isaac. McMillen estava interessado, mas exigiu que eles recriassem o jogo fora do Flash para incorporar o material adicional que ele não pôde incluir anteriormente, além de corrigir alguns problemas adicionais encontrados desde o lançamento. McMillen também pediu para ser deixado de fora da parte do lançamento seguindo suas experiências negativas em negociações de Super Meat Boy, algo que Rodriguez concordou. A criação, intitulado de The Binding of Isaac: Rebirth, foi anunciada oficialmente em novembro de 2012 como uma versão para consoles, com planos de melhorar os gráficos para cores de 16 bits e incorporar o conteúdo previsto para a segunda expansão, bem como material novo. Um modo cooperativo local também foi adicionado, embora McMillen disse que não poderia inserir um modo online pois isso prolongaria drasticamente o tempo de desenvolvimento.
McMillen quis revisar o jogo inteiro, particularmente seus gráficos, que ele descreveu como "monstruosos". Depois que os jogadores votaram para determinar qual estilo de arte seria usado na recriação, McMillen e Nicalis trouxeram artistas para melhorar os gráficos originais ao novo estilo e, em seguida, começaram a trabalhar no novo conteúdo.  McMillen também encomendou uma nova trilha sonora para Matthias Bossi e Jon Evans. The Binding of Isaac: Rebirth foi lançado em 4 de novembro de 2014 para o Microsoft Windows, OS X, Linux, PlayStation 4 e PlayStation Vita. Versões para Wii U, Nintendo 3DS e Xbox One foram lançadas em 23 de julho de 2015. O jogo introduziu vários novos personagens jogáveis, itens, inimigos, chefes e desafios; todavia, a história permaneceu inalterada. Uma expansão chamada The Binding of Isaac: Afterbirth foi liberada para computadores em outubro de 2015 e para os consoles em maio de 2016.  Este pacote trouxe a adição de novos capítulos alternativos, personagens e itens, bem como o modo "Greed", baseado em ondas de inimigos. A segunda atualização, Afterbirth †, foi lançada em meados de 2016 agregando conteúdo adicional e suporte para modificações pelos próprios jogadores.